# Falcon 9 v1.0
Falcon 9 v1.0 byla první verze rakety Falcon 9, kterou navrhla a vyrobila společnost SpaceX, sídlící v Hawthorne v Kalifornii. Vývoj středně velké nosné rakety začal v roce 2005. První let přišel 4. června 2010 a byl úspěšný. Raketa Falcon 9 v1.0 následně vynesla čtyři nákladní lodě Dragon. Jeden let byl zkušební, druhý demonstrační a další dva už vezly zásoby pro Mezinárodní vesmírnou stanici v rámci kontraktu CRS s NASA.
Dvoustupňová raketa byla poháněna motory Merlin, které také vyrábí SpaceX. Motory spalují kapalný kyslík a letecký petrolej. Nosnost byla 10 450 kg na nízkou oběžnou dráhu a 4 540 kg na přechodovou dráhu ke geostacionární. Všechny uskutečněné lety rakety vedly ale jen na nízkou dráhu.
Raketa byla v roce 2013 nahrazena vylepšenou verzí Falcon 9 v1.1, ta letěla poprvé v září 2013. Z pěti startů Falconu v1.0 v letech 2010 až 2013 všechny úspěšně doručili svůj primární náklad, jen jednou došlo ke ztrátě sekundárního nákladu.

## Konstrukce

### První stupeň

Falcon v1.0 (vlevo) a Falcon v1.1 (vpravo)

První stupeň verze 1.0 byl použit při prvních pěti letech rakety Falcon 9 a byl poháněn devíti motory Merlin 1C, které vyráběla SpaceX. Motory byly uspořádány do mřížky 3x3 a každý z těchto motorů měl tah v nulové nadmořské výšce 556 kN, takže celkový tah motorů při startu byl přibližně 5000 kN.
Stěny a kopule nádrží byly vyrobeny ze slitiny lithia a hliníku. SpaceX využívá svařování třením, což je technika s nejvyšší pevností a spolehlivostí, kterou má k dispozici.

Jako zapalovač prvního stupně byl použit samozápalný triethylhliník-triethylboran.

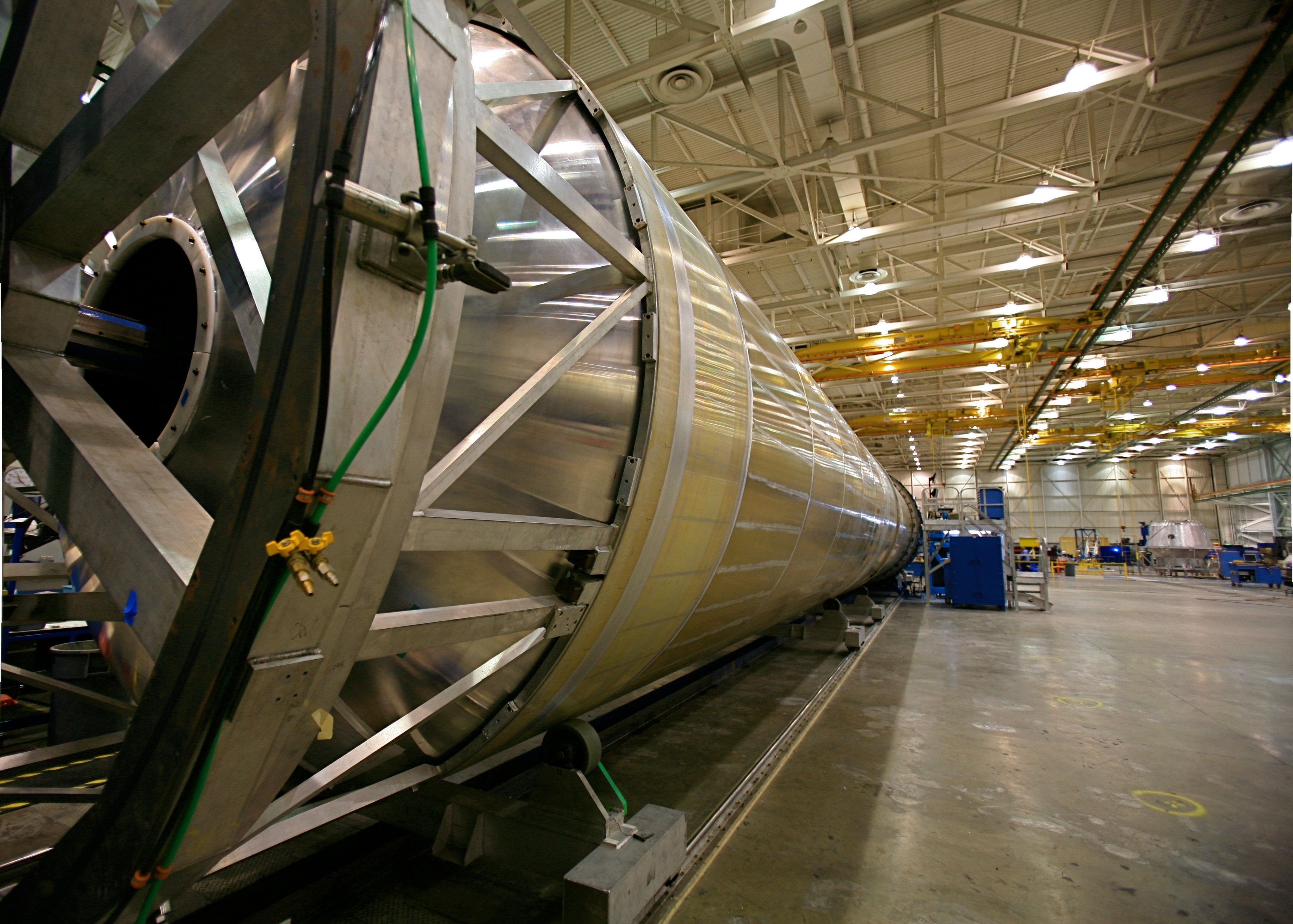
Nádrž prvního stupně v továrně SpaceX, 2008

### Druhý stupeň
Druhý stupeň byl poháněn jedním motorem Merlin 1C upraveným pro použití ve vakuu, s expanzním poměrem 117:1 a nominální dobou hoření 345 sekund. Pro zvýšení spolehlivosti restartu měl motor duální redundantní zapalovače triethylhliník-triethylboran.
Mezistupeň mezi prvním a druhým stupněm byl vyroben z uhlíkových vláken s jádrem z hliníku. Pro upevnění byly použity znovupoužitelné upínací kleštiny a pneumatický tlačný systém pro oddělení. Spojení mělo dvanáct upevňovacích bodů (u pozdější verze 1.1 byl počet bodu snížen na tři).
Nádrž druhého stupně byla potom kratší verze nádrže prvního stupně a používala většinu stejných výrobních postupů a materiálů. To šetří peníze při výrobě.
Jako řídící motory byly použity čtyři motory Draco. Trysky byly použity k držení stabilní polohy při oddělování nákladu, případně se daly použít pro roztočení nákladu na maximálně pět otáček za minutu.

### Řízení
SpaceX používá více redundantních letových počítačů odolných proti chybám v návrhu. Každý motor Merlin je řízen třemi hlasovacími počítači, z nichž každý má dva fyzické procesory, které se navzájem neustále kontrolují. Software běží na Linuxu a je napsán v jazyce C++.

## Vývoj a výroba

Zleva: Falcon 1, Falcon v1.0, tři verze Falconu 9 v1.1, tři verze Falconu 9 v1.1 FT, dvě verze Falconu 9 Block 5 a Falcon Heavy.

### Financování
Zatímco SpaceX utratila své peníze za vývoj své první rakety Falcon 1, vývoj Falconu 9 byl urychlen koupí několika předváděcích letů pro NASA. Začalo to programem COTS v roce 2006. SpaceX byla vybrána z více než dvaceti společností, které předložili své návrhy. Podle Elona Muska by vývoj bez peněz od NASA trval déle.
Náklady na vývoj Falconu 9 v1.0 byly přibližně 300 milionů amerických dolarů. Pokud zahrneme některé z nákladů na vývoj Falconu 1, které přispěli k vývoji Falconu 9, tak by částka činila 390 milionů.
NASA také hodnotila náklady na Falcon 9 pomocí nákladového modelu NASA‐Air Force Cost Model (NAFCOM) - tradiční přístup pro vojenské a civilní zakázky a náklady by vyšly na 3,6 miliardy, případně při více obchodním přístupu na 1,6 miliardy amerických dolarů.

### Výroba
V prosinci 2010 výrobní linka SpaceX vyrobila jeden nový Falcon 9 (a loď Dragon) za tři měsíce.

## Testování znovupoužitelnosti
SpaceX se ze začátku snažila o znovupoužitelnost prvních stupňů jak u Falconu 1, tak u Falconu 9. Počáteční přístup počítal s použitím padáků, ale tento způsob byl nakonec neúspěšný a SpaceX se zaměřila na motorické přistávání, které se začalo testovat na testovacím zařízení Grasshopper a následně na verzi 1.1.
Už od začátku vývoje Falconu 9 SpaceX hovořila o možnosti zachraňovat první i druhý stupeň a o jejich vícenásobném použití. V roce 2011 začala SpaceX formálně financovat program rozvoje opakovaného použití s cílem vytvoření opakovatelně použitelného prvního a druhého stupně, při použití motorického přistávání. Později bylo od myšlenky zachraňovat i druhý stupeň upuštěno.

## Přehled letů
Vlastní článek: Seznam letů Falconu 9 a Falconu Heavy
Verze 1.0 startovala celkem pětkrát a pokaždé úspěšně vynesla loď Dragon na nízkou oběžnou dráhu. Z toho se Dragon třikrát úspěšně spojil s ISS. Při jednom z letů se nepodařilo na oběžnou dráhu umístit sekundární náklad, kterým byl prototyp nové generace satelitů Orbcomm.